# Arado Ar 76
Arado Ar 76 byl německý jednomístný vzpěrový hornoplošník ze 30. let 20. století zkonstruovaný jako lehký stíhací a pokročilý cvičný letoun. Vznikl na základě požadavku výzbrojního úřadu C-Amt Luftfahrtkommissariatu na právě takový typ letounu a v roce 1935 byl zkoušen společně s konkurenčními typy He 74, Fw 56, Hs 121 a Hs 125. I když byl za vítěze vybrán a posléze vyráběn Fw 56, byl C-Amt dostatečně zaujat výkony Ar 76, aby objednal stavbu menšího množství kusů.

## Vývoj
První prototyp Ar 76a (imatrikulace D-ISEN) byl dokončen na podzim roku 1934 a byl zničen již v průběhu jednoho z prvních letů. Druhý exemplář Ar 76 V2 (D-IRAZ) byl dohotoven na jaře 1935. Dalším prototypem byl Ar 76 V3 (D-IZOH).
Následná malá série Ar 76 A byla na jaře 1936 dodána do škol stíhacích pilotů FFS A/B 1, FFS A/B 8, FFS A/B 23, LKS 1 a za Protektorátu FFS A/B 32 v Chrudimi. Ar 76 byl zařazen také k bojovému útvaru I/JG 232-Gruppe Loerzer v Bernburgu.

## Konstrukce
Ar 76 byl jednoplošník typu parasol s pevným záďovým podvozkem. Křídlo mělo dřevěnou kostru s plátěným potahem, které bylo s trupem spojeno pomocí vzpěr. Trup z ocelových trubek byl částečně potažen plechem, v zadní části překližkou a na spodních plochách plátnem. Letoun poháněl vzduchem chlazený invertní vidlicový osmiválec Argus As 10C o maximálním vzletovém výkonu 176 kW.

## Specifikace (Ar 76A-0)

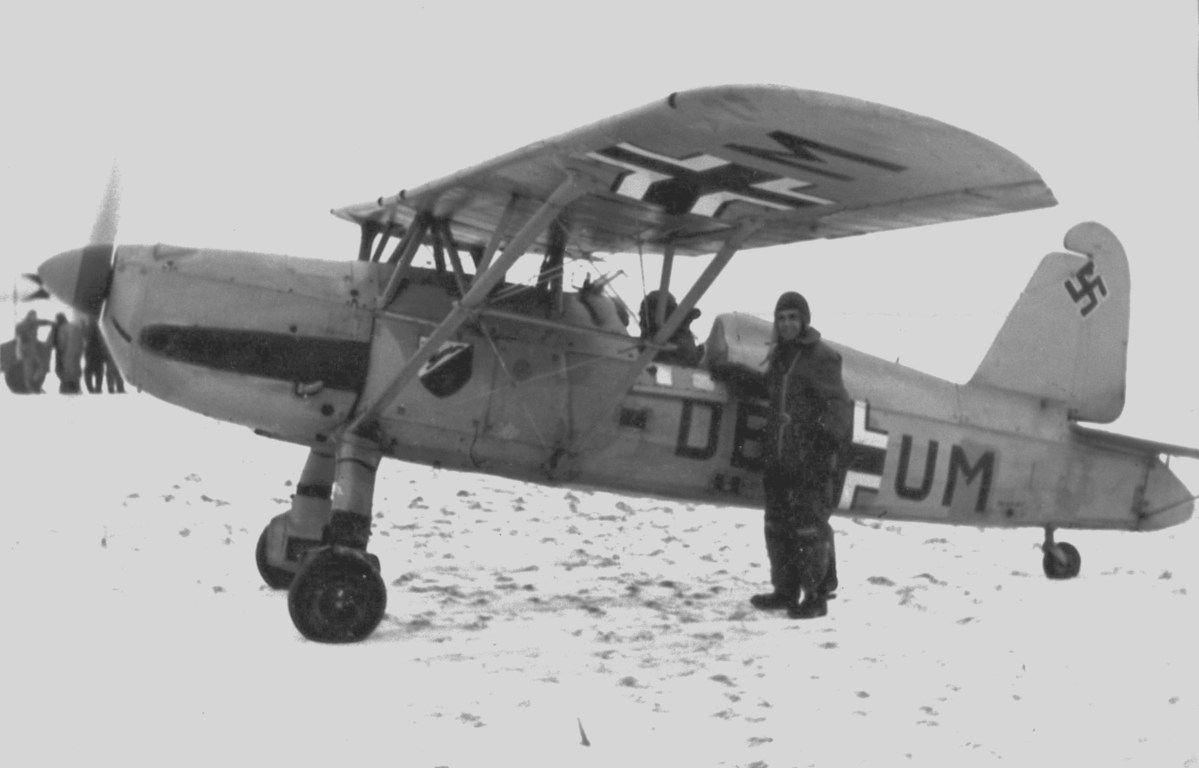
Arado Ar 76 (DB+UM), FFS A/B 72

Údaje podle

### Technické údaje
- Osádka: 1
- Délka: 7,20 m
- Rozpětí: 9,50 m
- Výška: 2,55 m
- Nosná plocha: 13,4 m²
- Hmotnost prázdného stroje: 750 kg
- Vzletová hmotnost : 1070 kg
- Pohonná jednotka:

### Výkony
- Maximální rychlost: 267 km/h
- Cestovní rychlost: 220 km/h
- Dolet: 470 km
- Dostup: 6400 m
- Stoupavost: 7,2 m/s

### Výzbroj
- 2 × kulomet MG 17 ráže 7,92 mm
- 3 × 10kg puma SC 10